# برونو سباجياري
برونو سباجياري (بالإيطالية: Bruno Spaggiari)‏ هو متسابق دراجات نارية إيطالي. نافس في سباقات بطولة العالم لفئة 500 سي سي ولفئة 350 سي سي ولفئة 125 سي سي ولفئة 50 سي سي.